# Karatau (góry)

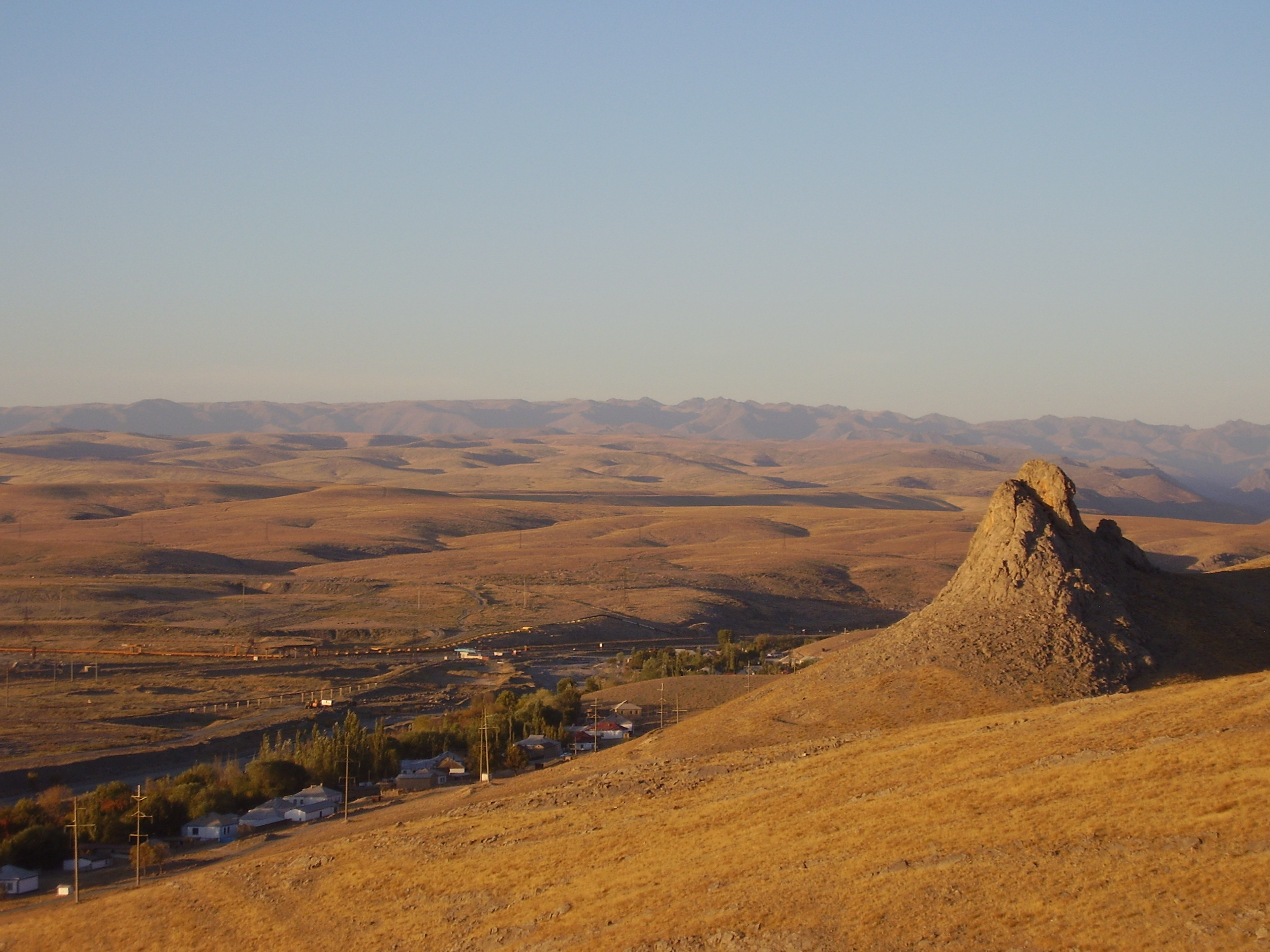
Góry Karatau, Kentau

Karatau (z tur. "czarna góra"; kaz. Karatau żotasy) – pasmo górskie w południowym Kazachstanie.
Góry Karatau stanowią najdalej wysunięte na zachód pasmo w łańcuchu Tienszanu, wcinające się głęboko w środkową część Niziny Turańskiej, która otacza je od północy (pustynia Mujun-kum), południa (pustynia Kyzył-kum) i zachodu. Tylko na wschodzie góry Karatau łączą się z Górami Kirgiskimi.
Pasmo ma 420 km długości i składa się tylko z jednego, stosunkowo wąskiego i wysokiego grzbietu. Wysokość pasma waha się od 1000 do 1500 m n.p.m., najwyższy szczyt ma 2176 m n.p.m. Kulminacje są łagodne.
Na północno-wschodnich stokach pasma znajdują się jedne z najbogatszych w świecie złóż fosforytów. Oprócz tego w górach wydobywa się cynk i ołów.
U stóp gór leży miasto Karatau.